# Jeff Daniels
Jeffrey Warren "Jeff" Daniels (født 19. februar 1955 i Athens, Georgia, USA) er en amerikansk filmskuespiller.
Han fik sin filmdebut i Ragtime (1981). Han havde sympatiske roller i bl.a. Terms of Endearment (Tid til kærtegn, 1983), The Purple Rose of Cairo (Den røde rose fra Cairo, 1985), Something Wild (Vild og blodig, 1986) og Arachnophobia (Araknofobi, 1990). Han spillede mod Jim Carrey i biografsuccesen Dumb & Dumber (Dum og dummere, 1994), og live action filmen 101 Dalmatinere hvor han spiller over for skurken Cruella de Vil (Glenn Close) i (1996) har siden spillet karakterroller i film som Pleasantville (Pænhedens by, 1998), Blood Work (2002), The Hours (2002), Good Night, and Good Luck (2005) og Infamous (Berygtet, 2006).